# Warsaw (Missouri)
Warsaw település az Amerikai Egyesült Államok Missouri államában, Benton megyében, melynek megyeszékhelye is. Lakosainak száma 2209 fő (2020. április 1.).

## Népesség
A település népességének változása:

| 2010 | 2 127 |
| 2020 | 2 209 |